# طب أسنان الأطفال

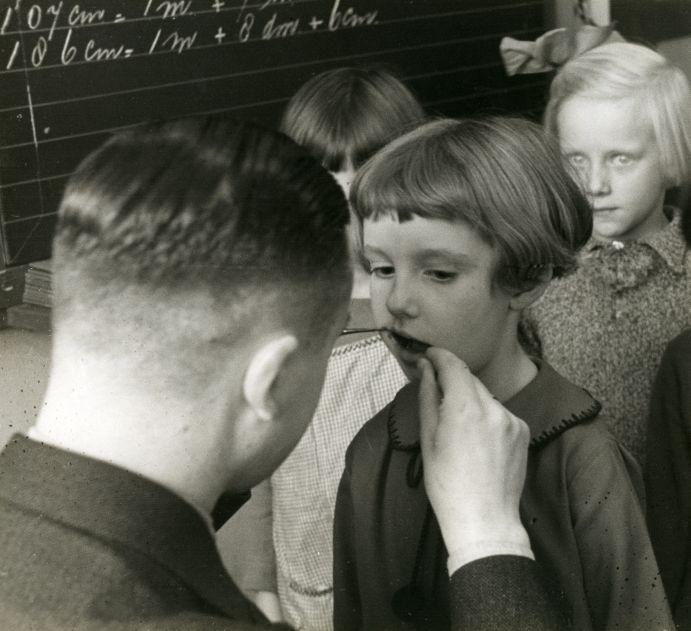
طبيب يفحص أسنان الأطفال في مدرسة في هولندا سنة 1935.

يشمل طب أسنان الأطفال المعالجات الخاصة لكل أمراض الأسنان والفم والفكين عند الأطفال من الولادة وحتى المراهقة.
يعمل أطباء أسنان الأطفال على تعزيز صحة أسنان الأطفال بالإضافة إلى تثقيف الوالدين بضرورة الاهتمام بأسنان أطفالهم توصي الأكاديمية الأمريكية لطب أسنان الأطفال (بالإنجليزية: American Academy of Pediatric Dentistry (AAPD))‏ و الأكاديمية الأمريكية لطب الأطفال (AAP) بضرورة زيارة طبيب أسنان الأطفال بعد ظهور أول سن لبني أو بحلول عيد ميلاده الأول لتوثيق العلاقة بين  طبيب الأسنان ومريضه. يُعتبر الفحص المبكر للتجويف الفموي والأسنان ضروريًا للحفاظ على صحة الفم بصورة عامة ويُقلل التسوس إلى نسبة كبيرة كما يُسهل من الإجراءات التي يتخذها طبيب الأسنان ويقلل كلفتها أيضًا.
يعطي طبيب الأسنان منشورات خاصة للوالدين تحثهم على الاعتناء بصحة أسنان أطفالهم للوقاية من تسوس الأسنان والتهاب اللثة مثل تنظيف الأسنان بالفرشاة والخيط واستخدام الفلورايد بالإضافة إلى توعيتهم حول مخاطر اللهاية ووضع الإبهام في الفم.

## التاريخ
قدمت طبيبة الأسنان مني جوردن أول خدمات سنية للأطفال في الولايات المتحدة عام 1909 وأصدرت أول كتاب يتحدث عن طب أسنان الأطفال في عام 1925 بعنوان المعالجة السنية للأطفال.

## التعليم
يُعتبر طب أسنان الأطفال واحدًا من الاختصاصات التي تعترف بها  الجمعية الأمريكية لطب الأسنان، والاختصاصات البقية هي: أشعة الأسنان والوجه والفكين وصناعة الأسنان (تعويضات سنية) وجراحة الفم والوجه والفكين و تقويم الأسنان وأمراض اللثة وأمراض الفم والوجه والفكين.
يحصل طبيب الأسنان على لقب اختصاصي طب أسنان الأطفال بعد إكماله دراسته الجامعية في طب الأسنان وحصوله على لقب بكالوريوس طب وجراحة الفم والفكين بالإضافة إلى حصوله على درجة الماجستير في طب أسنان الأطفال التي تتضمن جميع الخدمات السنية المتعلقة بالأطفال منذ ولادتهم وإلى حين وصولهم سن المراهقة مثل طب الأسنان الوقائي ومعالجة أسنان الأطفال وتخدير أسنان الأطفال ومعالجة الرضوض الفموية وتقويم الأسنان.
يجب أن يتدرب أطباء أسنان الأطفال المختصون على معالجة أسنان الأطفال تحت التخدير العالم مع مراقبة العلامات الحيوية للمريض.

## الوظيفة
تتضمن وظيفة طبيب أسنان الأطفال ما يأتي:
- تشخيص ومعالجة أمراض الفم (وقاية ومعالجة).
- أخذ الصور الشعاعية وبقية الاختبارات التشخيصية الأخرى.
- وضع الخطط العلاجية لاستعادة صحة فم الطفل.
- ملاحظة نمو وتطور الأسنان والفكين.
- معالجة سوء إطباق الفكين باستخدام الأجهزة التقويمية.
- إجراء العمليات الجراحية على الأسنان وعظم الفكين والأنسجة الرخوة في تجويف فم الأطفال.
- معالجة الحالات الطارئة مثل الألم والرض السني.
- معالجة أسنان الأطفال عن طريق ترويضهم باستخدام كافة أنواع المهدئات وتحت التخدير العام أيضًا..

## المجالات
تضم مجالات المعالجة :
1. الإجراءات الوقائية
  - المحافظة على الأسنان سليمة في أماكنها الصحيحة
  - توعية بأهمية التغذية الصحيحة
  - تطبيق المركبات الفلورية
  - سد الوهاد والميازيب والشقوق السنية بالمادة السادة
2. معالجة نخر الأسنان والمداواة اللبية والأمراض اللثوية وحول السنية
3. المعالجات التقويمية المبكرة
4. معالجة رضوض وكسور الأسنان : تعتبر من أهم التحديات في طب الأسنان بشكل عام وتحتاج إلى مقاربة بين مختلف اختصاصات طب الأسنان
5. معالجة الأطفال ذوي الاحتياجات الخاصة
6. معالجة الأطفال ذوي الاحتياجات الطبية الخاصة

## اقرأ أيضًا
- طب الأسنان للرضع
- ربط سني

## وصلات خارجية
- الجمعية الألمانية لطب أسنان الأطفال.
- العناية بأسنان الأطفال.